# Balithum
Balithum (nep. बलिथुम) – gaun wikas samiti w zachodniej części Nepalu w strefie Lumbini w dystrykcie Gulmi. Według nepalskiego spisu powszechnego z 2001 roku liczył on 802 gospodarstw domowych i 4157 mieszkańców (2352 kobiet i 1805 mężczyzn).